# Mystacoleucus

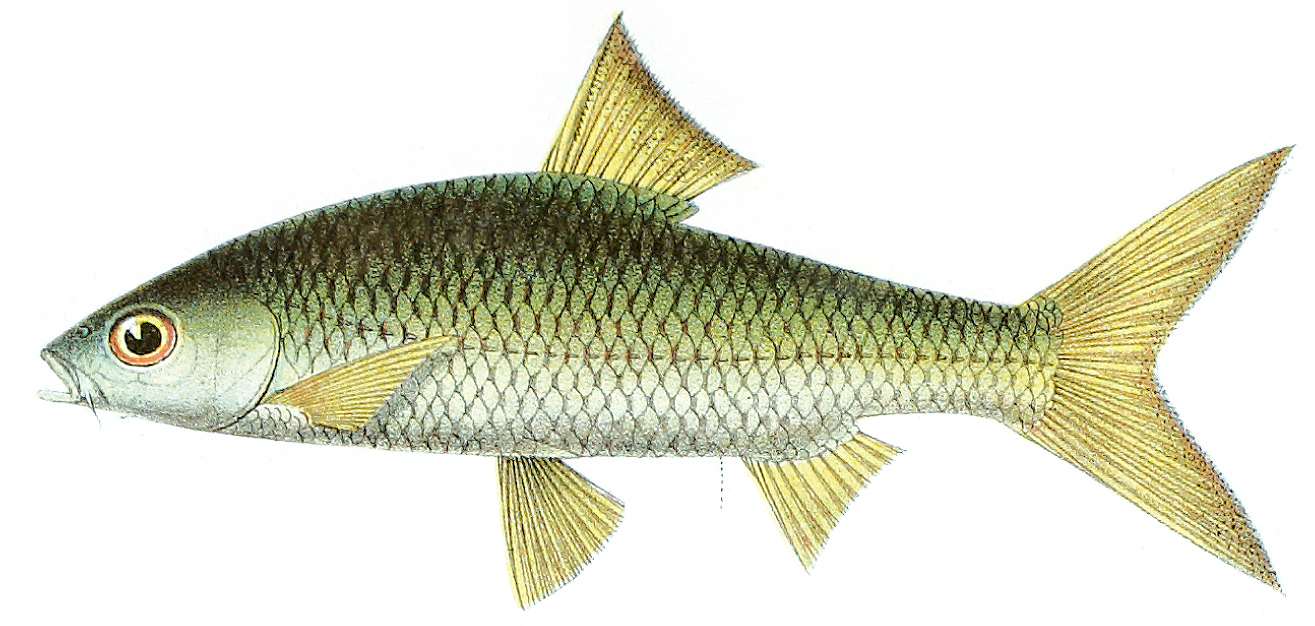
Mystacoleucus padangensis

Mystacoleucus es un género de peces de la familia Cyprinidae y de la orden de los Cypriniformes. Se encuentra en el Sudoeste Asiático.

## Especies
- Mystacoleucus argenteus (F. Day, 1888)
- Mystacoleucus atridorsalis Fowler, 1937
- Mystacoleucus chilopterus Fowler, 1935
- Mystacoleucus ectypus Kottelat, 2000
- Mystacoleucus greenwayi Pellegrin & P. W. Fang, 1940
- Mystacoleucus lepturus S. Y. Huang, 1979
- Mystacoleucus marginatus (Valenciennes, 1842)
- Mystacoleucus padangensis (Bleeker, 1852)

- Datos: Q3768696
- Multimedia: Mystacoleucus / Q3768696
- Especies: Mystacoleucus